# Calle Astarloa
La calle Astarloa es una calle ubicada en el centro de la villa de Bilbao. Se inicia en la calle Colón de Larreátegui, junto a la plaza del Ensanche, y finaliza en la confluencia de las calles Rodríguez Arias, Cardenal Gardoqui, Bertendona y el inicio de Licenciado Poza, atravesando perpendicularmente en su recorrido la Gran Vía de Don Diego López de Haro y la calle Ledesma.

## Edificios de interés
Diversos edificios reseñables rodean la calle Astarloa:
- Edificio de la antigua sede de la BBK, perteneciente a Mango y posteriormente alquilado por esta a Zara, esquina Gran Vía de Don Diego López de Haro.
- Palacio de la Diputación Foral de Vizcaya.
- Biblioteca Foral de Bizkaia.
- Residencial Astarloa, bloque de pisos de alto standing en sustitución del edificio de la antigua sede de Iberdrola.
- Edificio del Instituto Miguel de Unamuno, construido en 1927 por los arquitectos José María de Basterra y Ricardo de Bastida.

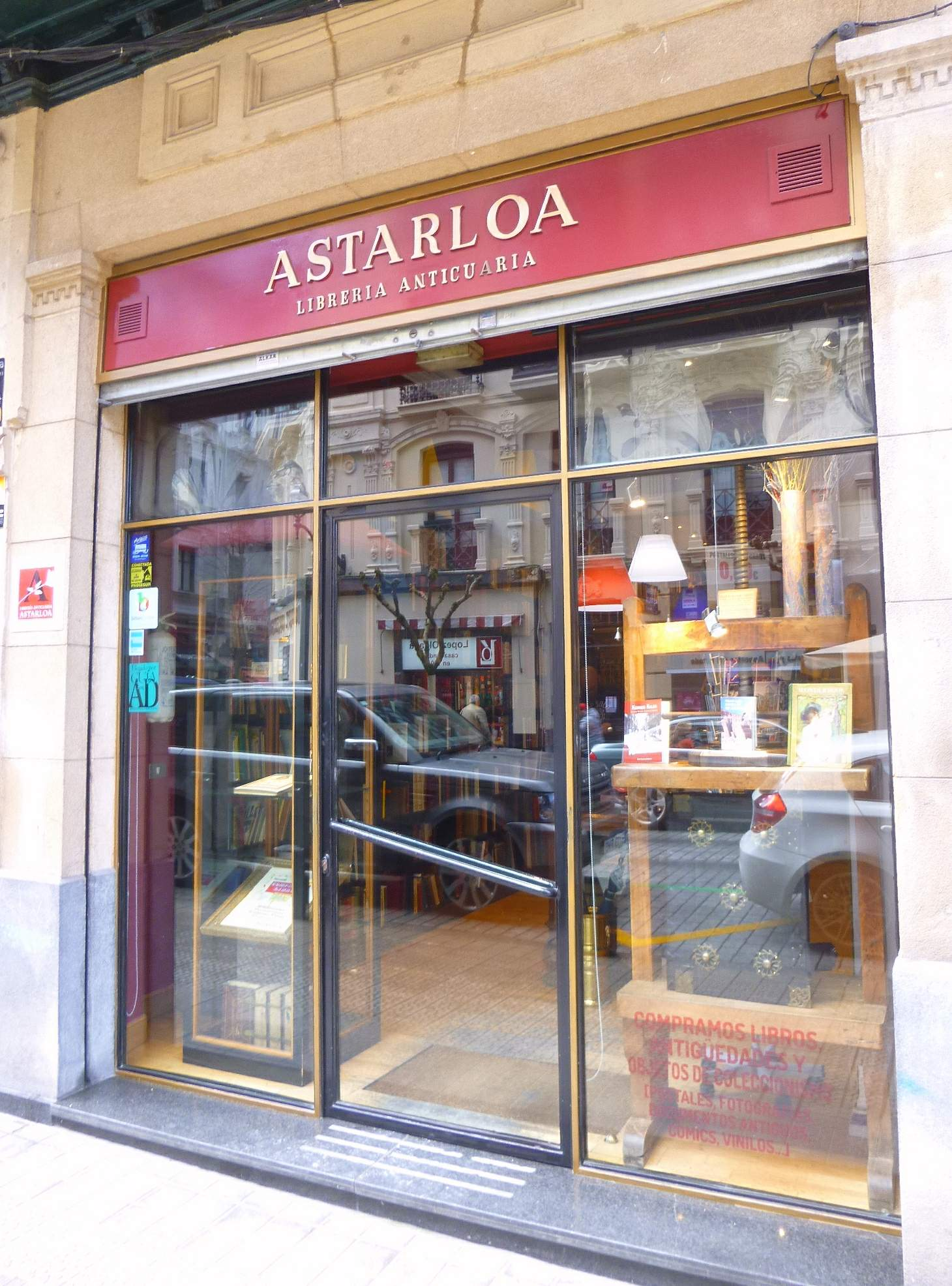
Librería anticuaria Astarloa
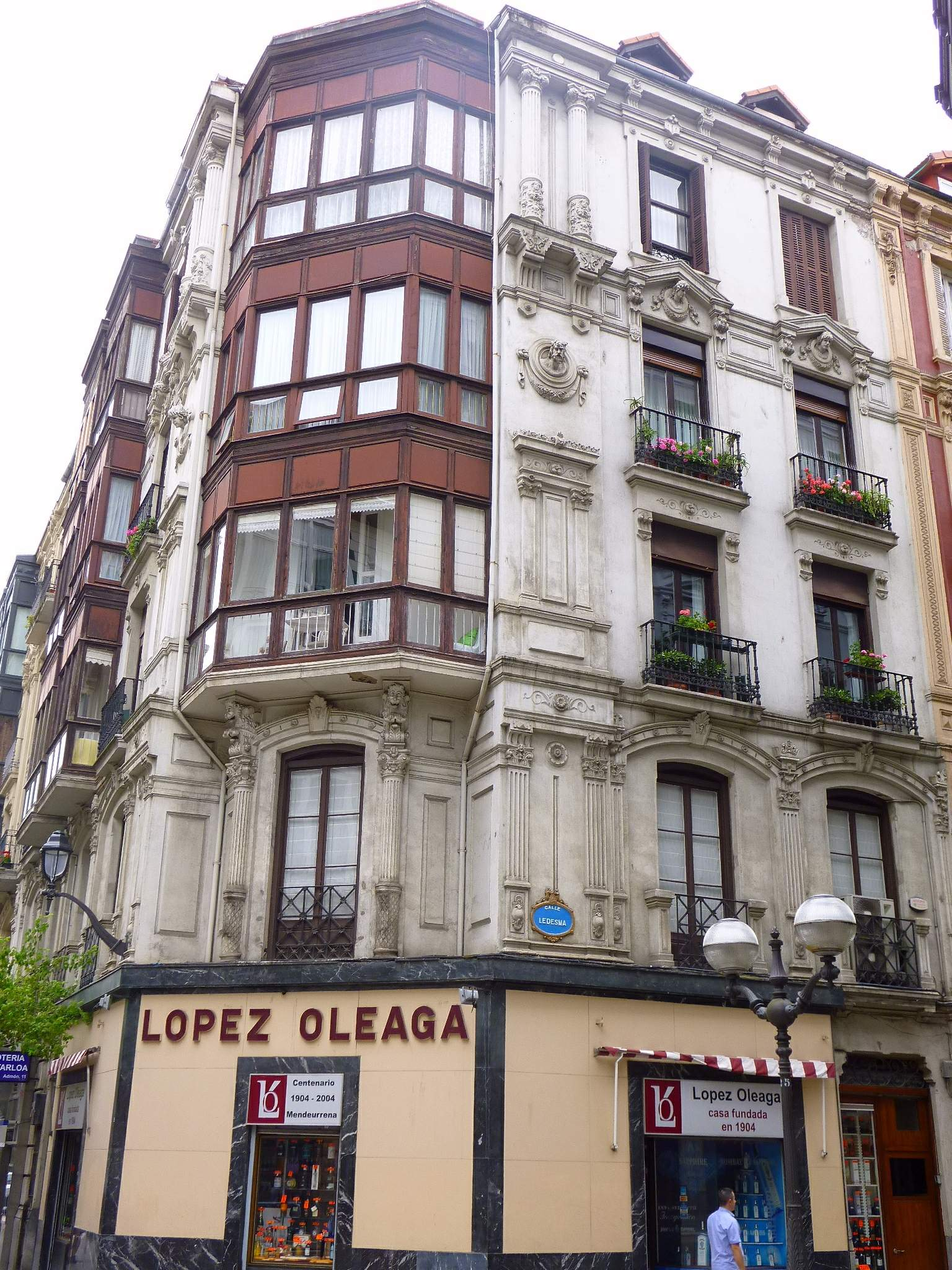
Detalle de un edificio de la calle Astarloa esquina calle Ledesma
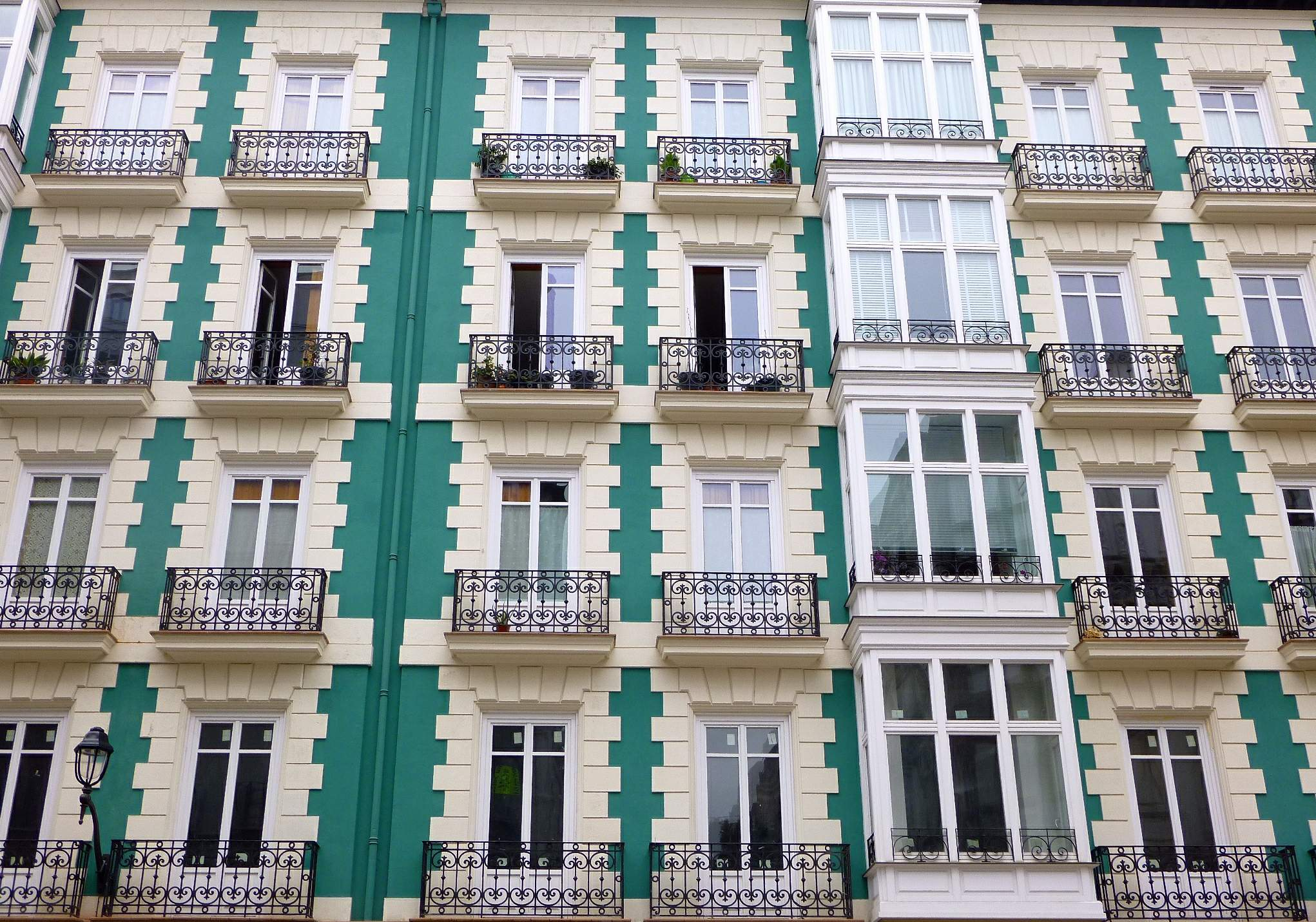
Detalle de la fachada de un edificio rehabilitado en la confluencia de la calle Astarloa con la calle Ledesma
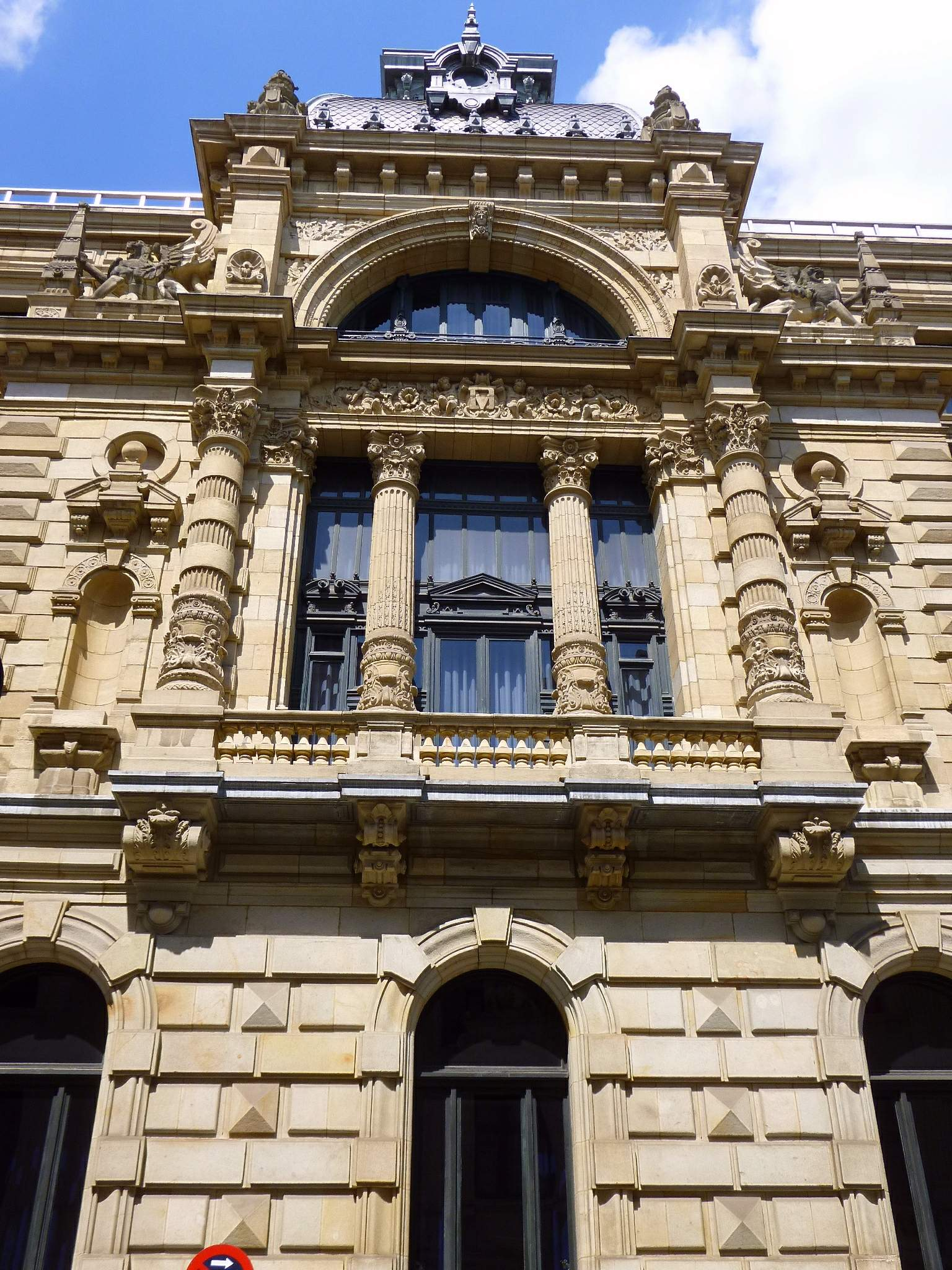
Detalle de la fachada del Palacio de la Diputación Foral de Vizcaya con vistas a la calle Astarloa
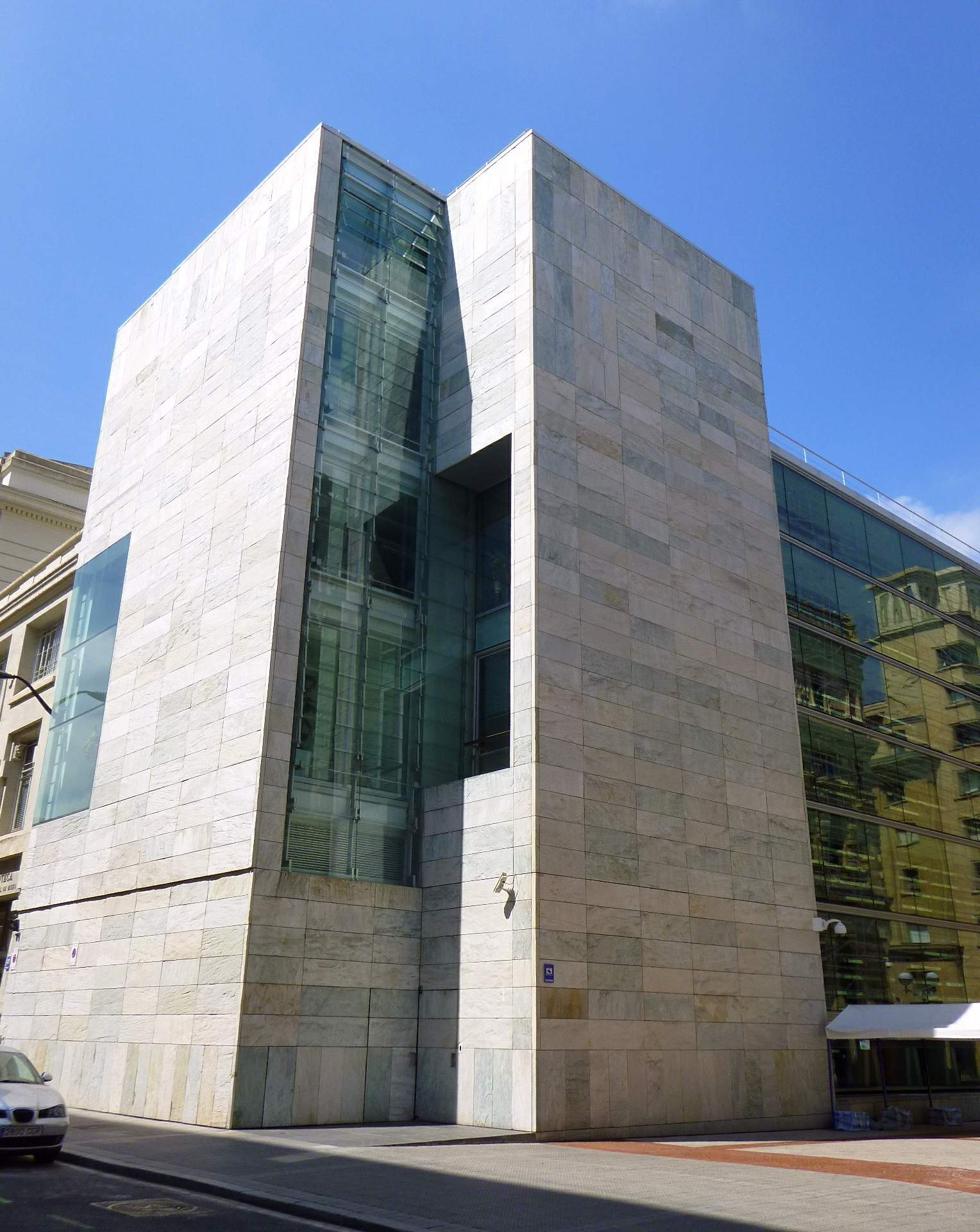
Biblioteca Foral de Bizkaia desde la calle Astarloa
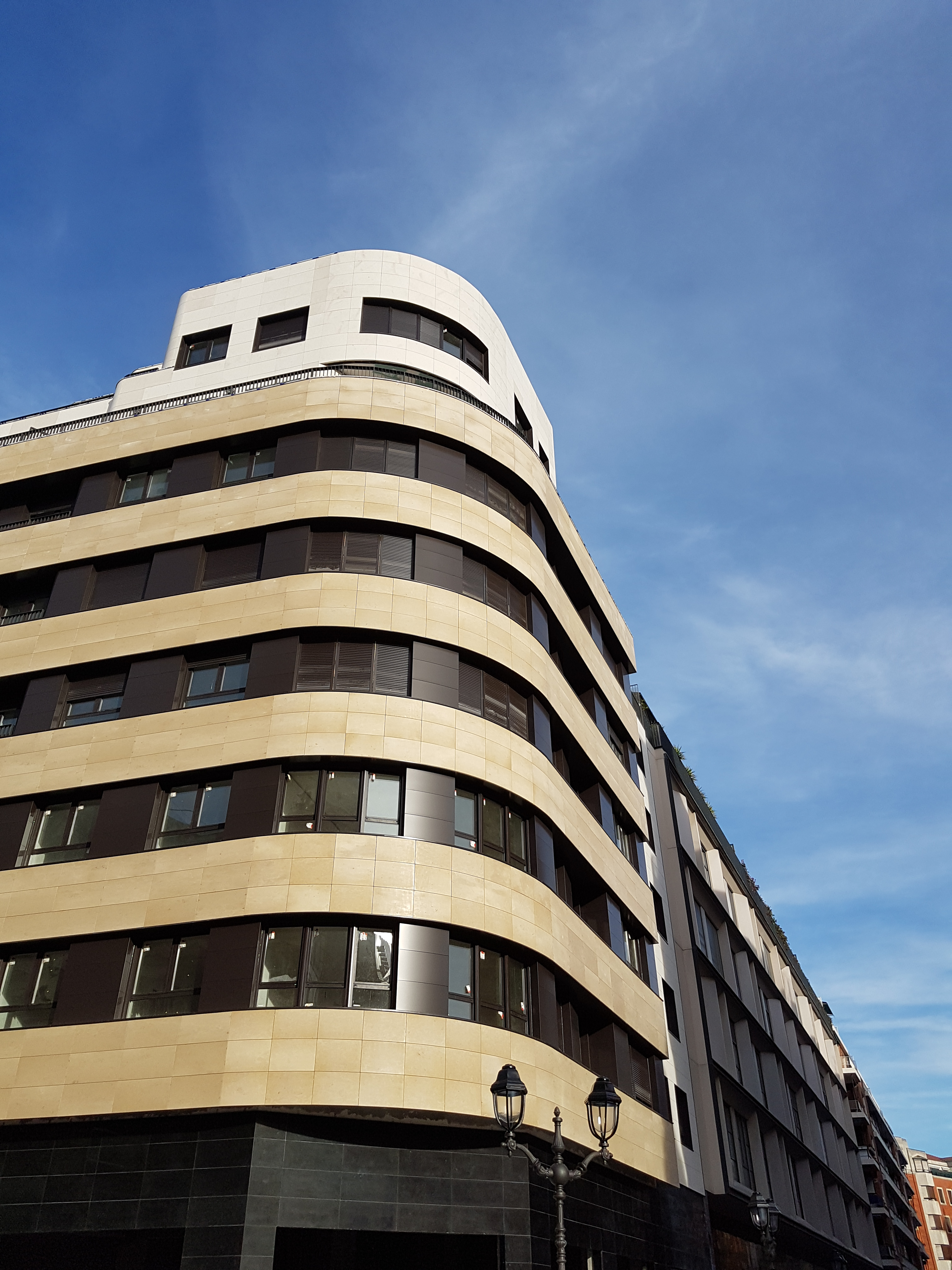
Residencial Astarloa en confluencia con la calle del Cardenal Gardoqui
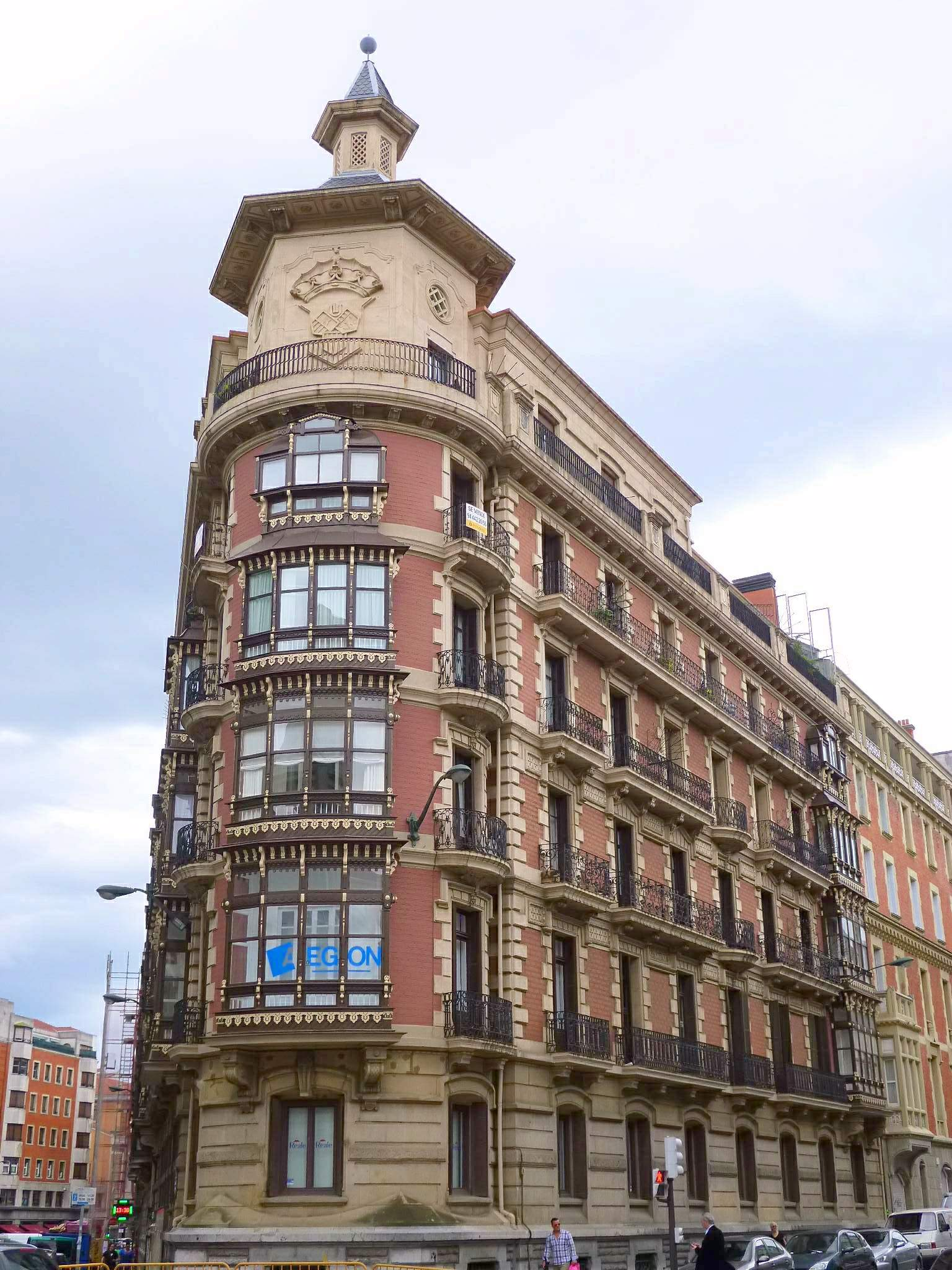
Edificio en la calle Cardenal Gardoki, esquina con la calle Astarloa
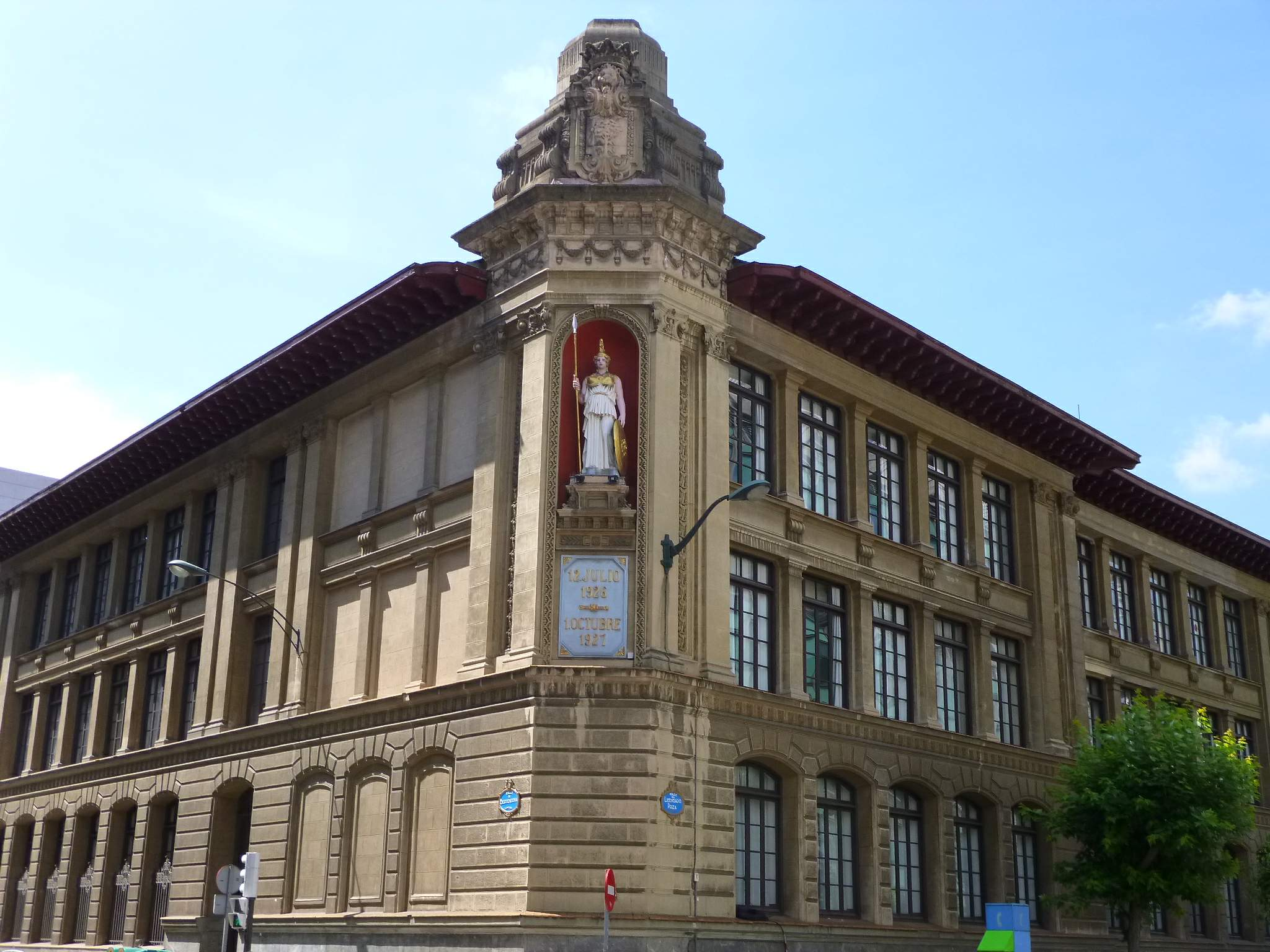
Edificio del Instituto Miguel de Unamuno

## Medios de transporte
Estación de Moyua (salida Diputación) del Metro de Bilbao.